# Северак-ле-Шато (кантон)
Севера́к-ле-Шато́ (фр. Sévérac-le-Château) — кантон во Франции, находится в регионе Юг — Пиренеи, департамент Аверон. Входит в состав округа Мийо.
Код INSEE кантона — 1240. Всего в кантон Северак-ле-Шато входят 5 коммун, из них главной коммуной является Северак-ле-Шато.

## Коммуны кантона
| Коммуна           | Население, чел. (2006) | Почтовый индекс | Код INSEE |
| ----------------- | ---------------------- | --------------- | --------- |
| Бюзен             | 200                    | 12150           | 12040     |
| Лаверн            | 231                    | 12150           | 12126     |
| Лапануз           | 692                    | 12150           | 12123     |
| Рекуль-Превенкьер | 428                    | 12150           | 12196     |
| Северак-ле-Шато   | 2 458                  | 12150           | 12270     |

## Население
Население кантона на 2006 год составляло 4 017 человек.
| 1962  | 1968  | 1975  | 1982  | 1990  | 1999  | 2006  | 2007 |
| ----- | ----- | ----- | ----- | ----- | ----- | ----- | ---- |
| 4 236 | 4 519 | 4 429 | 4 259 | 4 019 | 4 009 | 4 017 | —    |